# Kōhei Kōno
Kōhei Kōno (jap. 河野公平 Kōno Kōhei; ur. 23 listopada 1980 w Tokio) – japoński bokser, były zawodowy mistrz świata wagi junior koguciej (do 115 funtów) federacji WBA.
Karierę zawodową rozpoczął 22 listopada 2000. Do września 2012 stoczył 34 walki, z których 27 wygrał i 7 przegrał. W tym czasie próbował zdobyć bezskuteczni tytuł mistrza świata: 15 września 2009 fedaracji  WBA (przegrał z Nobuo Nashiro) i 20 września 2010 WBC (przegrał z Tomásem Rojasem). Zdobył jedynie tytuł Oriental Pacific Boxing Federation (OPBF) w wadze junior koguciej, który bronił kilkakrotnie.
31 grudnia 2012 otrzymał kolejną, trzecią, szansę walki o tytuł mistrzowski. Zmierzył się w Tokio z mistrzem WBA w kategorii junior koguciej Tajem Tepparithem Kokietgymem. Zwyciężył nokautując przeciwnika w czwartej rundzie i został nowym mistrzem świata. Już w pierwszej obronie, 6 maja 2013 w Tokio, stracił pas mistrzowski przegrywając decyzją większości sędziów z Liborio Solisem (Wenezuela).
16 października 2015 w PBC w Chicago po raz drugi obronił tytuł mistrza świata wagi super muszej według federacji WBA, pokonując na punkty  115:109, 116:108 i 113:111  swojego rodaka Koki Kamedę (33-2, 18 KO).